# Eutrichosomella albifemora
Eutrichosomella albifemora är en stekelart som beskrevs av Girault 1923. Eutrichosomella albifemora ingår i släktet Eutrichosomella och familjen växtlussteklar. Inga underarter finns listade i Catalogue of Life.